# Grandes éxitos 91 04
Grandes Éxitos 91_04 es un título de un álbum de grandes éxitos grabado por el cantautor español Alejandro Sanz, Fue lanzado al mercado por la compañía discográfica Warner Music Latina el 16 de noviembre de 2004.
El álbum recopila grandes éxitos de Sanz con un DVD con sus videos musicales y rarezas. El único sencillo extraído fue el inédito Tú no tienes alma.

## Lista de canciones
| CD1 (1991 - 1996) |                                                     |          |  |
| N.º               | Título                                              | Duración |  |
| 1.                | «Mi Soledad Y Yo»                                   |          |  |
| 2.                | «Tú No Tienes Alma» (inédito)                       |          |  |
| 3.                | «La Fuerza Del Corazón»                             |          |  |
| 4.                | «¿Lo Ves?» (Piano Y Voz)                            |          |  |
| 5.                | «Quiero Morir En Tu Veneno»                         |          |  |
| 6.                | «Tu Letra Podré Acariciar» (Básico)                 |          |  |
| 7.                | «Si Tú Me Miras»                                    |          |  |
| 8.                | «Mi Primera Canción»                                |          |  |
| 9.                | «Cómo Te Echo De Menos»                             |          |  |
| 10.               | «Pisando Fuerte»                                    |          |  |
| 11.               | «Viviendo Deprisa»                                  |          |  |
| 12.               | «Lo Que Fui Es Lo Que Soy»                          |          |  |
| 13.               | «Los Dos Cogidos De La Mano»                        |          |  |
| 14.               | «Se Le Apagó La Luz» (Alejandro Sanz MTV Unplugged) |          |  |

| CD2 (1997 - 2004) |                                                             |          |  |
| N.º               | Título                                                      | Duración |  |
| 1.                | «Y, ¿Si Fuera Ella?»                                        |          |  |
| 2.                | «Corazón Partío»                                            |          |  |
| 3.                | «Amiga Mía»                                                 |          |  |
| 4.                | «Aquello Que Me Diste»                                      |          |  |
| 5.                | «Cuando Nadie Me Ve»                                        |          |  |
| 6.                | «El Alma Al Aire»                                           |          |  |
| 7.                | «Quisiera Ser»                                              |          |  |
| 8.                | «Hay Un Universo De Pequeñas Cosas»                         |          |  |
| 9.                | «Y Sólo Se Me Ocurre Amarte» (Alejandro Sanz MTV Unplugged) |          |  |
| 10.               | «Aprendiz» (Alejandro Sanz MTV Unplugged)                   |          |  |
| 11.               | «No Es Lo Mismo»                                            |          |  |
| 12.               | «Regálame La Silla Donde Te Esperé»                         |          |  |
| 13.               | «He Sido Tan Feliz Contigo»                                 |          |  |
| 14.               | «Try To Save Your Song»                                     |          |  |
| 15.               | «Cuando Sea Espacio» (inédito)                              |          |  |

| CD Rarezas (Digipack) |                                                          |          |  |
| N.º                   | Título                                                   | Duración |  |
| 1.                    | «Corazón Partío» (Demo)                                  |          |  |
| 2.                    | «Es Algo Personal» (Demo)                                |          |  |
| 3.                    | «Cuando Nadie Me Ve» (Demo)                              |          |  |
| 4.                    | «Hay Un Universo De Pequeñas Cosas» (Demo)               |          |  |
| 5.                    | «Seremos Libres» (Demo)                                  |          |  |
| 6.                    | «Dale Al Aire (Bulerías)» (Con Juan Habichuela y Ketama) |          |  |
| 7.                    | «La Vida Es Un Espejo (Tangos)» (Con Pepe De Lucía)      |          |  |
| 8.                    | «Cai» (Con Niña Pastori)                                 |          |  |
| 9.                    | «Adoro (» (on Armando Manzanero)                         |          |  |
| 10.                   | «The Hardest Day» (Con The Corrs)                        |          |  |
| 11.                   | «Eso» (Con Omara Portuondo)                              |          |  |
| 12.                   | «Grande» (Con Paolo Vallesi)                             |          |  |
| 13.                   | «Me Vestí De Silencio» (Con Moncho)                      |          |  |
| 14.                   | «Canción De Amor Para Olvidarte»                         |          |  |

## Posicionamiento en listas

### Álbum
| Año  | Lista                      | Puesto | Semanas en lista |
| ---- | -------------------------- | ------ | ---------------- |
| 2004 | Billboard Latin Pop Albums | 5      | 9                |
| 2004 | Billboard Top Latin Albums | 18     | 8                |
| 2004 | Billboard Top Heatseekers  | 30     | 2                |

#### Sencillos
| Año  | Lista                       | Canción           | Puesto | Semanas en lista |
| ---- | --------------------------- | ----------------- | ------ | ---------------- |
| 2004 | Billboard Hot Latin Songs   | Tú no tienes alma | 18     | 10               |
| 2004 | Billboard Latin Pop Airplay | Tú no tienes alma | 12     | 14               |

- Datos: Q3283064